# Abulfas Garayev
Abulfas Garayev (en azerí: Əbülfəs Qarayev) es político azerbaiyano, exministro de Cultura de Azerbaiyán.

## Biografía
Abulfas Garayev nació el 13 de noviembre de 1956 en Bakú en la familia de cirujano Mursal Garayev, que fue hijo de primer pediatra de Azerbaiyán, Abulfaz Garayev, y hermano de famoso compositor azerbaiyano, Qara Qarayev. En 1978 se graduó en la Universidad de Lenguas de Azerbaiyán. En 1978-1980 trabajó como maestro de inglés en la secundaria Saatlı. En 1980-1989 ocupó varios cargos en el Partido Comunista de Azerbaiyán. En 1992-1993 trabajó como profesor en la Academia de Administración Pública de Azerbaiyán.
Abulfas Garayev fue Ministro de Juventud y Deportes en 1994-2001, Ministro de Juventud, Deportes y Turismo en 2001-2006 y Ministro de Cultura y Turismo de Azerbaiyán en 2006-2018. En 1997-2006 se desempeñó como primer vicepresidente del Comité Olímpico Nacional de Azerbaiyán. Abulfas Garayev es presidente del comité de organización de Foro Mundial en Diálogo Intercultural, que se organiza en 2011 con el apoyo de Unesco, Alianza de Civilizaciones, Organización Mundial del Turismo, Consejo de Europa y ISESCO. Desde 2009 es copresidente de Comisión Intergubernamental en la cooperación entre Azerbaiyán y Cuba. Abulfas Garayev ha encabezado la conferencia de los Ministros de Turismo de la Organización para la Cooperación Islámica en 2006-2008, el Consejo permanente de los Ministros de Cultura de TURKSOY en 2009, la Conferencia Islámica de los Ministros de Cultura en 2009-2011, el Comité Intergubernamental para la Salvaguardia del Patrimonio Cultural Inmaterial de Unesco en 2013 y 2019. También es presidente de la Conferencia General de ISESCO en 2015-2018, miembro del Consejo Ejecutivo de la OMT y vicepresidente de la Comisión Nacional de Azerbaiyán en Unesco.
Desde el 23 de abril de 2018 Abulfas Garayev es Ministro de Cultura de Azerbaiyán.

## Premios y títulos
- Orden Shohrat (2016)[5]